# إقليم رومنغي
إقليم رومنغي (بالإنجليزية: Rumonge Province) هو إقليم في بوروندي، بلغ عدد سكانه 352,026  نسمة وذلك حسب إحصائيات سنة 2008، عاصمته رومنغي ‏، تبلغ مساحته 1,079.72 كيلومتر مربع.

## الموقع
يشترك في الحدود مع:
- إقليم ماكامبا
  - إقليم بويمبورا الريفية
  - إقليم بوروري.